# Paul Fishenden
Paul A. Fishenden (sinh ngày 2 tháng 8 năm 1963) là một cựu cầu thủ bóng đá người Anh thi đấu ở Football League ở vị trí tiền đạo.

## Danh hiệu
Crewe Alexandra
- Hạng ba Football League Fourth Division, thăng hạng: 1988–89